# Radeon R680
Radeon R680 je inženýrské označení pro GPU vyvíjené firmou ATI (později AMD) a je pájen na grafické karty řady Radeon HD 3000. Vychází z jádra R600. Grafické karty na jádru R680 byli uvedeny 2008. Obchodní název je AMD Radeon HD 2xx0 (HD 2400, HD 2900 a další). Podporuje DirectX 10.1, Shader model 4.1 a OpenGL 3.3. Kompatibilita byla se slotem PCI-E 1.1 16× a nižším.

## R680/RV670
Jedná se o upravené jádro R600, optimalizované a má 55nm proces. Místo 512bitové paměťové sběrnice je už pouze 256bitová. Díky menšímu 55nm procesu, optimalizacím a odebráním jednotek pro maximální výkon ve vysokém vyhlazování, se docílilo přes 50 W úspory na TDP. Paměti se stále používají od DDR2 až po GDDR4. Pájí se na grafické karty Radeon HD 3000.

### Typy
- RV610 (HD 3400)
  - nižší třída
  - 55nm proces, vyráběno u TSMC
  - 8 5D (40 SP) jednotek
  - 64bitová paměťová sběrnice
- RV630 (HD 3600)
  - střední třída
  - 55nm proces, vyráběno u TSMC
  - 24 5D (120 SP) jednotek
  - 128bitová paměťová sběrnice
- RV670 (HD 3800)
  - vyšší třída
  - 55nm proces, vyráběno u TSMC
  - 64 5D (320 SP) jednotek
  - 256bitová paměťová sběrnice
- R680 (HD 3800 X2)
  - vyšší třída
  - 55nm proces, vyráběno u TSMC
  - 2× 64 5D (320 SP) jednotek
  - 2× 256bitová paměťová sběrnice

## Podrobnější info
- 1 Zařazení je bráno v době vydání nebo po dobu kdy nebylo nic novějšího.
- 2 Rozděleno na počet SM bloků v jádru, počet Shader jednotek v 1 SM bloku a počet jednotek v 1 Shader jednotce
- 3 GLOFPS = FMAD

| Podpora API | Podpora API  | Podpora API | UVD  |
| DirectX     | Shader model | OpenGL      | UVD  |
| ----------- | ------------ | ----------- | ---- |
| 10.1        | 4.1          | 3.3         | UVD+ |

| Název čipu | Název čipu | Vydáno            | Modely karet    | Část trhu 1    | Připojitelné rozhraní | Jádro       | Jádro       | Jádro                       | Jádro              | Jádro     | Jádro     | Jádro           | Jádro     | Jádro       | Jádro       | Jádro    | Jádro    | Jádro   | Jádro    | Jádro   | Jádro    | Jádro          | Frekvence (MHz) | Frekvence (MHz) | Frekvence (MHz) | Výkon                                   | Výkon                                   | Výkon          | Výkon          | Výkon        | Výkon        | Výkon             | Výkon             | Výkon                              | Výkon                              | Paměťová část | Paměťová část | Paměťová část      | Paměťová část        | TDP (W) |
| Název čipu | Název čipu | Vydáno            | Modely karet    | Část trhu 1    | Připojitelné rozhraní | Počet jader | Proces (nm) | Počet tranzistorů (miliónů) | Plocha jádra (mm2) | SM bloky2 | SM bloky2 | SM bloky2       | SM bloky2 | Shadery     | Shadery     | Shadery  | Shadery  | TMU     | TMU      | ROP     | ROP      | Poměr jednotek | Čip             | Paměti          | Paměti          | Teoretický v Single Precision (GFLOPS)3 | Teoretický v Single Precision (GFLOPS)3 | Fillrate       | Fillrate       | Fillrate     | Fillrate     | Fillrate          | Fillrate          | Fillrate                           | Fillrate                           | Paměť (MiB)   | Typ pamětí    | Propustnost (GB/s) | Šířka sběrnice (bit) | 3D      |
| Název čipu | Název čipu | Vydáno            | Modely karet    | Část trhu 1    | Připojitelné rozhraní | Počet jader | Proces (nm) | Počet tranzistorů (miliónů) | Plocha jádra (mm2) | Počet     | Počet     | Shader jednotky | Jednotek  | 5D jednotek | 5D jednotek | Jednotek | Jednotek | Celkově | Na jádro | Celkově | Na jádro | Poměr jednotek | Čip             | Reálná          | Efektivní       | Teoretický v Single Precision (GFLOPS)3 | Teoretický v Single Precision (GFLOPS)3 | Texture (GT/s) | Texture (GT/s) | Pixel (GP/s) | Pixel (GP/s) | FP32 Pixel (GP/s) | FP32 Pixel (GP/s) | Propustnost geometrie (Mpolygon/s) | Propustnost geometrie (Mpolygon/s) | Paměť (MiB)   | Typ pamětí    | Propustnost (GB/s) | Šířka sběrnice (bit) | 3D      |
| Název čipu | Název čipu | Vydáno            | Modely karet    | Část trhu 1    | Připojitelné rozhraní | Počet jader | Proces (nm) | Počet tranzistorů (miliónů) | Plocha jádra (mm2) | Celkově   | Na jádro  | Shader jednotky | Jednotek  | Celkově     | Na jádro    | Celkově  | Na jádro | Celkově | Na jádro | Celkově | Na jádro | Poměr jednotek | Čip             | Reálná          | Efektivní       | Celkově                                 | Na jádro                                | Celkově        | Na jádro       | Celkově      | Na jádro     | Celkově           | Na jádro          | Celkově                            | Na jádro                           | Paměť (MiB)   | Typ pamětí    | Propustnost (GB/s) | Šířka sběrnice (bit) | 3D      |
| ---------- | ---------- | ----------------- | --------------- | -------------- | --------------------- | ----------- | ----------- | --------------------------- | ------------------ | --------- | --------- | --------------- | --------- | ----------- | ----------- | -------- | -------- | ------- | -------- | ------- | -------- | -------------- | --------------- | --------------- | --------------- | --------------------------------------- | --------------------------------------- | -------------- | -------------- | ------------ | ------------ | ----------------- | ----------------- | ---------------------------------- | ---------------------------------- | ------------- | ------------- | ------------------ | -------------------- | ------- |
| RV620      | LE         | 2008              | HD 3430         | Nižší          | PCIe 2.0 x16          | 1           | 55          | 181                         | 67                 | 1         | 1         | 8               | 5         | 8           | 8           | 40       | 40       | 4       | 4        | 4       | 4        | 2:1:1          | 400             | 350             | 700             | 32                                      | 32                                      | 1,6            | 1,6            | 1,6          | 1,6          | 0,8               | 0,8               | 400                                | 400                                | 256 512       | DDR2          | 5,6                | 64                   | 20      |
| RV620      | LE         | 23. ledna 2008    | HD 4350         | Nižší          | PCIe 2.0 x16          | 1           | 55          | 181                         | 67                 | 1         | 1         | 8               | 5         | 8           | 8           | 40       | 40       | 4       | 4        | 4       | 4        | 2:1:1          | 600             | 500             | 1000            | 48                                      | 48                                      | 2,4            | 2,4            | 2,4          | 2,4          | 1,2               | 1,2               | 600                                | 600                                | 256 512       | DDR2          | 8                  | 64                   | 25      |
| RV620      | Pro        | 23. ledna 2008    | HD 4370         | Nižší          | PCIe 2.0 x16          | 1           | 55          | 181                         | 67                 | 1         | 1         | 8               | 5         | 8           | 8           | 40       | 40       | 4       | 4        | 4       | 4        | 2:1:1          | 800             | 950             | 1900            | 64                                      | 64                                      | 3,2            | 3,2            | 3,2          | 3,2          | 1,6               | 1,6               | 800                                | 800                                | 256 512       | GDDR3         | 15,2               | 64                   | 30      |
| RV635      | Pro        | 23. ledna 2008    | HD 3650         | Střední        | PCIe 2.0 x16 AGP 8x   | 1           | 55          | 378                         | 132                | 3         | 3         | 8               | 5         | 24          | 24          | 120      | 120      | 8       | 8        | 4       | 4        | 6:2:1          | 725             | 800             | 1600            | 174                                     | 174                                     | 5,8            | 5,8            | 2,9          | 2,9          | 1,45              | 1,45              | 725                                | 725                                | 256 512 1024  | GDDR3         | 25,6               | 128                  | 65      |
| RV670      | PRO        | 2008              | HD 3690 HD 3830 | Střední (Čína) | PCIe 2.0 x16          | 1           | 55          | 666                         | 192                | 8         | 8         | 8               | 5         | 64          | 64          | 320      | 320      | 16      | 16       | 16      | 16       | 4:1:1          | 668             | 828             | 1656            | 427                                     | 427                                     | 10,7           | 10,7           | 10,7         | 10,7         | 5,35              | 5,35              | 668                                | 668                                | 256           | GDDR3         | 26,5               | 128                  | 75      |
| RV670      | PRO        | 19. prosince 2007 | HD 3850         | Vyšší          | PCIe 2.0 x16          | 1           | 55          | 666                         | 192                | 8         | 8         | 8               | 5         | 64          | 64          | 320      | 320      | 16      | 16       | 16      | 16       | 4:1:1          | 668             | 828             | 1656            | 427                                     | 427                                     | 10,7           | 10,7           | 10,7         | 10,7         | 5,35              | 5,35              | 668                                | 668                                | 256 512 1024  | GDDR3         | 53                 | 256                  | 75      |
| RV670      | PRO        | 4. dubna 2008     | HD 3850 X2      | Nejvyšší       | PCIe 2.0 x16          | 2           | 55          | 2× 666                      | 2× 192             | 16        | 8         | 8               | 5         | 128         | 64          | 640      | 320      | 32      | 16       | 32      | 16       | 4:1:1          | 668             | 828             | 1656            | 854                                     | 427                                     | 21,4           | 10,7           | 21,4         | 10,7         | 10,7              | 5,35              | 1336                               | 668                                | 2× 512        | GDDR3         | 2× 53              | 2× 256               | 140     |
| RV670      | XT         | 19. prosince 2007 | HD 3870         | Vyšší          | PCIe 2.0 x16          | 1           | 55          | 666                         | 192                | 8         | 8         | 8               | 5         | 64          | 64          | 320      | 320      | 16      | 16       | 16      | 16       | 4:1:1          | 775             | 900             | 1800            | 496                                     | 496                                     | 12,4           | 12,4           | 12,4         | 12,4         | 6,2               | 6,2               | 775                                | 775                                | 512 1024      | GDDR3         | 57,6               | 256                  | 106     |
| RV670      | XT         | 19. prosince 2007 | HD 3870         | Vyšší          | PCIe 2.0 x16          | 1           | 55          | 666                         | 192                | 8         | 8         | 8               | 5         | 64          | 64          | 320      | 320      | 16      | 16       | 16      | 16       | 4:1:1          | 775             | 1125            | 2250            | 496                                     | 496                                     | 12,4           | 12,4           | 12,4         | 12,4         | 6,2               | 6,2               | 775                                | 775                                | 512 1024      | GDDR4         | 72                 | 256                  | 106     |
| R680       | R680       | 28. ledna 2008    | HD 3870 X2      | Nejvyšší       | PCIe 2.0 x16          | 2           | 55          | 2× 666                      | 2× 192             | 16        | 8         | 8               | 5         | 128         | 64          | 640      | 320      | 32      | 16       | 32      | 16       | 4:1:1          | 825             | 900             | 1800            | 1056                                    | 529                                     | 26,4           | 13,2           | 26,4         | 13,2         | 13,2              | 7,6               | 1650                               | 825                                | 2× 512        | GDDR3         | 2× 57,6            | 2× 256               | 225     |
| R680       | R680       | 28. ledna 2008    | HD 3870 X2      | Nejvyšší       | PCIe 2.0 x16          | 2           | 55          | 2× 666                      | 2× 192             | 16        | 8         | 8               | 5         | 128         | 64          | 640      | 320      | 32      | 16       | 32      | 16       | 4:1:1          | 825             | 1125            | 2250            | 1056                                    | 529                                     | 26,4           | 13,2           | 26,4         | 13,2         | 13,2              | 7,6               | 1650                               | 825                                | 2× 512        | GDDR4         | 2× 72              | 2× 256               | 225     |
| Název čipu | Název čipu | Vydáno            | Modely karet    | Část trhu 1    | Připojitelné rozhraní | Počet jader | Proces (nm) | Počet tranzistorů (miliónů) | Plocha jádra (mm2) | Celkově   | Na jádro  | Shader jednotky | Jednotek  | Celkově     | Na jádro    | Celkově  | Na jádro | Celkově | Na jádro | Celkově | Na jádro | Poměr jednotek | Jádro           | Reálná          | Efektivní       | Celkově                                 | Na jádro                                | Celkově        | Na jádro       | Celkově      | Na jádro     | Celkově           | Na jádro          | Celkově                            | Na jádro                           | Paměť (MiB)   | Typ pamětí    | Propustnost (GB/s) | Šířka sběrnice (bit) | 3D      |
| Název čipu | Název čipu | Vydáno            | Modely karet    | Část trhu 1    | Připojitelné rozhraní | Počet jader | Proces (nm) | Počet tranzistorů (miliónů) | Plocha jádra (mm2) | Počet     | Počet     | Shader jednotky | Jednotek  | 5D jednotek | 5D jednotek | Jednotek | Jednotek | Celkově | Na jádro | Celkově | Na jádro | Poměr jednotek | Jádro           | Reálná          | Efektivní       | Teoretický v Single Precision (GFLOPS)3 | Teoretický v Single Precision (GFLOPS)3 | Texture (GT/s) | Texture (GT/s) | Pixel (GP/s) | Pixel (GP/s) | FP32 Pixel (GP/s) | FP32 Pixel (GP/s) | Propustnost geometrie (Mpolygon/s) | Propustnost geometrie (Mpolygon/s) | Paměť (MiB)   | Typ pamětí    | Propustnost (GB/s) | Šířka sběrnice (bit) | 3D      |
| Název čipu | Název čipu | Vydáno            | Modely karet    | Část trhu 1    | Připojitelné rozhraní | Počet jader | Proces (nm) | Počet tranzistorů (miliónů) | Plocha jádra (mm2) | SM bloky2 | SM bloky2 | SM bloky2       | SM bloky2 | Shadery     | Shadery     | Shadery  | Shadery  | TMU     | TMU      | ROP     | ROP      | Poměr jednotek | Čip             | Paměti          | Paměti          | Teoretický v Single Precision (GFLOPS)3 | Teoretický v Single Precision (GFLOPS)3 | Fillrate       | Fillrate       | Fillrate     | Fillrate     | Fillrate          | Fillrate          | Fillrate                           | Fillrate                           | Paměť (MiB)   | Typ pamětí    | Propustnost (GB/s) | Šířka sběrnice (bit) | 3D      |
| Název čipu | Název čipu | Vydáno            | Modely karet    | Část trhu 1    | Připojitelné rozhraní | Jádro       | Jádro       | Jádro                       | Jádro              | Jádro     | Jádro     | Jádro           | Jádro     | Jádro       | Jádro       | Jádro    | Jádro    | Jádro   | Jádro    | Jádro   | Jádro    | Jádro          | Frekvence (MHz) | Frekvence (MHz) | Frekvence (MHz) | Výkon                                   | Výkon                                   | Výkon          | Výkon          | Výkon        | Výkon        | Výkon             | Výkon             | Výkon                              | Výkon                              | Paměťová část | Paměťová část | Paměťová část      | Paměťová část        | TDP (W) |